# Список національних парків Білорусі
Система національних парків Білорусі складається з 4 парків. Національні парки відповідно до Закону «Про особливо охоронювані природні території» є особливо охоронюваними природними територіями, оголошеними з метою відновлення і (або) збереження унікальних, еталонних та інших цінних природних комплексів і об'єктів, їх використання під час природоохоронної, наукової, просвітницької, туристичної, рекреаційної та оздоровчої діяльності.
Перший національний парк, Біловезька пуща, створений в 1991 році. У 1993 році ЮНЕСКО, в рамках програми «Людина і біосфера», надала йому статус біосферного заповідника.
Надалі список парків у Білорусі розширювався в 1995, 1996 та 1999 роках. Агентство управління національними парками — Управління справами Президента Республіки Білорусь. Загальна площа національних парків — приблизно 5033 км² (503 377 га), це 2,424 % площі Білорусі. Національні парки розташовані у всіх регіонах, крім Могильовської області. У Вітебській і Гродненській знаходиться по два об'єкти. Частина Біловезької пущі розташована на території Польщі.

## Національні парки
- ‡ Світова спадщина

| Назва                                                                         | Зображення                          | Площа, км² | Утворено    | Карта                               | Розташування                                                                                                  | Опис |
| ----------------------------------------------------------------------------- | ----------------------------------- | ---------- | ----------- | ----------------------------------- | --- | --- |
| Біловезька пуща (національний парк)‡ біл. Нацыянальны парк Белавеская пушча   | Біловезька пуща                     | 1529       | 1991 (1932) | Біловезька пуща                     | Гродненська область, Берестейська область 52°42′38″ пн. ш. 23°57′46″ сх. д. / 52.7106° пн. ш. 23.9627° сх. д. | Найбільший залишок реліктового первісного рівнинного лісу, який в доісторичні часи ріс на території Європи.                                                            |
| Браславські озера (національний парк) біл. Нацыянальны парк Браслаўскія азёры | Національний парк Браславські озера | 691        | 1995        | Національний парк Браславські озера | Вітебська область 55°38′44″ пн. ш. 26°59′04″ сх. д. / 55.6455° пн. ш. 26.9844° сх. д.                         | У межах парку знаходиться ряд цікавих пам'яток природи. Це окремі яскраво виражені льодовикові форми рельєфу, великі валуни, острови на озерах, групи рідкісних дерев. |
| Прип'ятський (національний парк) біл. Нацыянальны парк Прыпяцкі               | Національний парк Прип'ятський      | 1880       | 1996        | Національний парк Прип'ятський      | Гомельська область 51°56′59″ пн. ш. 28°05′02″ сх. д. / 51.9497° пн. ш. 28.0838° сх. д.                        | Національний парк у затоплюваній заплаві басейну Прип'яті. Місцевість із високою заболоченістю, у період паводків може заливатися до 70% території парку.              |
| Нарочанський (національний парк) біл. Нацыянальны парк Нарачанскі             | Національний парк Нарочанський      | 933        | 1999        | Національний парк Нарочанський      | Мінська, Вітебська, Гродненська область 54°50′12″ пн. ш. 26°42′51″ сх. д. / 54.8366° пн. ш. 26.7141° сх. д.   | 17% площі парку займають озера (усього близько 40), які оточені недоторканими лісами з рідкісними видами тварин.                                                       |